# Асташова, Прасковья Ананьевна
Прасковья Ананьевна Асташова (1929—1987) — доярка, Герой Социалистического Труда (1966).

## Биография
Прасковья Асташова родилась 16 февраля 1929 года на хуторе Быковский (ныне — Верхнедонской район Ростовской области). С шестнадцатилетнего возраста работала дояркой на молочно-товарной ферме № 2 колхоза имени Кирова.
Первоначально, когда на ферме было всего три доярки, Асташовой приходилось обслуживать около 150 коров. Впоследствии нагрузка уменьшилась, но по получаемым надоям молока она занимала первое место во всём Верхнедонском районе.
Указом Президиума Верховного Совета СССР от 22 марта 1966 года за «достигнутые успехи в развитии животноводства, увеличении производства и заготовок мяса в 1965 году» Прасковья Асташова была удостоена высокого звания Героя Социалистического Труда с вручением ордена Ленина и медали «Серп и Молот».
Позднее Асташова руководила всей фермой, которая под её руководством стала одной из лучших во всём районе.
Умерла 10 мая 1987 года.

## Награды
Был также награждена рядом медалей.